# Bataille de Juvigné
Chouannerie
La bataille de Juvigné opposa chouans et républicains pendant les guerres de la Chouannerie.

## Prélude
Au mois d'avril 1796, alors que Boisguy combattait dans le pays d'Avranches, Joseph de Puisaye se rendit dans la division de Vitré et s'établit aux Hurlières, à Châtillon-en-Vendelais. Puisaye donna l'ordre à Alexis du Bouays de Couësbouc, à Toussaint du Breil de Pontbriand, à Henri du Boishamon et à Chabert de venir le rejoindre, d'établir leurs cantonnements dans les environs et d'y rester quelques jours. Une fois que Puisaye eut réuni ainsi toute la division de Vitré, il déclara son intention de vouloir installer son quartier général à Juvigné. Pontbriand lui représenta toutefois des réserves, car toute la population n'était pas royaliste dans cette commune, de plus, depuis la soumission de la Vendée, des renforts républicains devaient probablement venir depuis la Mayenne. Puisaye ne changea toutefois pas son plan et il ordonna à Pontbriand de se poster à Saint-Pierre-des-Landes et à Chabert d'aller à Saint-Hilaire-du-Maine. De son côté Pontbriand envoya Louis Hubert surveiller Ernée.
Deux jours après la réunion, Hubert revint auprès de Pontbriand, lui affirmant qu'une troupe de républicains se trouvaient derrière lui. Pontbriand envoya chercher Couësbouc et ordonna à la troupe de se replier au lieu qui servait de rassemblement en cas d'alerte. Il se heurta toutefois à l'opposition de Couësbouc, qui malgré les protestations de ses officiers, ne voulut pas se replier avant d'avoir vu l'ennemi. Couësbouc s'approcha et tira un coup de fusil qui tua un républicain, puis recula. Par chance pour les chouans, les républicains crurent qu'ils étaient près d'une embuscade et s'arrêtèrent. Les chouans en profitèrent et se replièrent hors du bourg. Un peu plus loin toute la division de Vitré accourut au lieu de rendez-vous et se rassembla. Alors que les chouans se réorganisaient, Pontbriand apprit que la division Brutale, commandée par Gustave Hay de Bonteville était proche. Pontbriand leur envoya donc un courrier lui demandant de prendre les républicains à revers. De leur côté, tous les Chouans du pays de Vitré s'embusquèrent derrière des fossés assez peu élevés situés devant Juvigné. Les frères Chabert commandaient le centre; Pontbriand, le flanc droit et Boishamon, le flanc gauche.
Le capitaine Pierre Carré, dit Piquet, prit la tête d'un groupe de 30 hommes et fut chargé d'attirer les républicains dans l'embuscade. Pendant ce temps, Coster de Saint-Victor, le lieutenant de Couësbouc parcourait la ligne, donnant l'ordre de ne tirer qu'à bout portant. Piquet réussit à attirer les Bleus et se replia, poursuivis de très près par les tirailleurs républicains. Toutefois ceux-ci, attaqués,  découvrirent l'embuscade et parvinrent à rejoindre la colonne. 

## Le combat
L'adjudant-général Jean-Daniel Œhlert fit alors marche sur les positions des chouans afin de les enlever de vive force. Selon Pontbriand, Œhlert commandait une colonne mobile de 900 hommes, plus les gardes territoriaux d'Ernée et un détachement d'artillerie à pied. Il commandait aussi à des tirailleurs redoutés des chouans, car en cas de victoire républicaine, ces troupes de coureurs causaient, lors des poursuites, des dégâts aux chouans que ne pouvaient faire des soldats de ligne. 
Cependant, la décharge des chouans fut ici particulièrement meurtrière. Sur le flanc droit, Ponbriand mena une charge à la baïonnette qui mit les Bleus en fuite. Peu de temps après, les Chouans chargèrent de tous côtés et brisèrent la ligne des républicains qui reculèrent. Gustave Hay de Bonteville arriva toutefois trop tard pour couper leur retraite.
Lors de la retraite, Œhlert découvrit une excellente position auprès d'un moulin à vent et y rallia ses troupes espérant stopper la poursuite des chouans. Mais les soldats républicains étaient totalement démoralisés et fuirent dès le début de l'attaque, ils furent poursuivis jusque dans les faubourgs d'Ernée.

## Suites du combat
Arrivés devant la ville d'Ernée, les Chouans hésitèrent à l'attaquer. Bonteville avait rejoint la troupe et les plupart des officiers optèrent pour l'attaque. Ce fut à ce moment que Puisaye arriva avec son état-major depuis La Croixille, où il était au début du combat. Les officiers lui rendirent compte des événements du combat et Puisaye félicita tous les officiers de leurs actions mais donna l'ordre de ne pas attaquer Ernée.
Puisaye s'adressa ensuite aux soldats et prononça un discours au terme duquel tous les Chouans crièrent « Vive le Roi !». Ces cris furent poussés si fort que les Républicains les entendirent depuis la ville. Ceux-ci doutait d'être en mesure de repousser une attaque et délibéraient d'évacuer la ville.
Puisaye fit ensuite mander auprès de lui le Lieutenant-colonel Louis Hubert et lui remit la Croix de Saint-Louis sous les applaudissements de ses camarades. Les Chouans se retirèrent ensuite, délaissant Ernée.